# 本多諒太
本多 諒太（ほんだ りょうた、1月20日 - ）は、日本の男性声優、音響監督、ディレクター。神奈川県出身。マウスプロモーション所属。朗読プロジェクト「Tri-Dia」の主宰。音響監督、ディレクターとしてはLivreadに所属している。

## 経歴
元々スポーツなどの色々なことをするのが好きだった。小学校時代は親の都合もあり学校を3つ転校していた。学校の後半から部活動をしており学校を行くたびに部活動も変えたりしていた。学生時代はスポーツに明け暮れていた。高校時代は弓道が高校しかなかったため、「弓道が出来るところにしよう」と思い弓道部に所属していた。同時に色々なことしたく、その中で高校時代に弓道をしながら、演劇の照明の手伝いするところに入って色々なことをしていた。その時に演劇に興味が出て「演劇やってみたいな」、「エンタメ側にちょっと入ってみたいな」と思った。そのことがきっかけでそこから「声優さんすごいな」となり声優を目指した。高校卒業、親も「声優を目指すのだったら1人でなんでもやれ」という理由で18歳の時から一人暮らしを始める。その時は自分の思うように行きたかったこともあり、一人暮らしをしながら声優を目指して、2年ぐらい養成所などに通っていた。その時に劇団四季の人物たちと芝居もしたりして、その流れから声優の流れになり声優事務所に所属して声優としての活動を始める。
2017年6月1日よりマウスプロモーション所属。以前はぷろだくしょんバオバブ、同人舎（現：アル・シェア）（2013年2月1日 - 2017年5月31日）に所属していた。2016年から2017年初頭までの約1年間は旧芸名の「本多 早雲（ほんだ そううん）」。
2021年3月15日、声優の吉田聖子と結婚したことを双方のTwitterアカウントにて報告した。ともにマウスプロモーション所属で、同事務所オリジナルアニメ『マウスどうぶつえん』に出演していることから、キャラクターイラスト担当のチェリより結婚祝いのイラストが贈られている。

## 人物
方言は秦野弁。趣味・特技はゲーム、競馬、裁縫、求肥作り、カードゲーム、カラオケ、映画鑑賞、スキー、テニス、サッカー、卓球、アーチェリー、クラシックギター、料理。資格は弓道二段、カラアゲニスト、調剤販売者、普通自動車免許。
弟がいる。

## 出演

### テレビアニメ
2007年
- sola（生徒）

2010年
- 咎狗の血（黒服）

2011年
- TIGER & BUNNY（男子生徒）

2016年
- 機動戦士ガンダムUC RE:0096（兵士、整備士）
- Rewrite（男子B、男性）

2018年
- 刻刻（誘拐犯、チンピラ）
- 名探偵コナン（警官）
- 終電後、カプセルホテルで、上司に微熱伝わる夜。（北川大貴）
- ジョジョの奇妙な冒険 黄金の風（不良少年2）

### OVA
- 空の境界 パイロット版（2007年、臙条巴、白純里緒）
- 機動戦士ガンダムUC（2010年、兵士）
- 装甲騎兵ボトムズ 幻影篇（2010年）

### Webアニメ
- マウスどうぶつえん（2019年、クアッカワラビーのりょうた）

### ゲーム
2004年
- リネージュII

2008年
- ストリートファイターIV

2010年
- ぱすてるチャイムContinue

2014年
- 蒼き雷霆 ガンヴォルト

2016年
- エレメンタルリーグ〜精霊獣と世界樹の葉〜
- 鳥籠のマリアージュ 〜初恋の翼〜
- ルートレター（盛田）

2017年
- デウスエクス マンカインド・ディバイデッド
- ファンタジースクワッド（ロデリム、クリーク）

### ドラマCD
- 蒼き雷霆ガンヴォルト 義心憤怒: III（研究者[19]）
- ドラマCDの源氏物語〜追憶〜（左馬頭）
- Pirates of the Hazemist 〜霧の申し子〜（ライラック・ヴルガリス）
- MAUSU THEATER

### BLCD
- プロローグ「トロイメライ」（ウィル）

### 吹き替え

#### 映画
- オフロでGO!!!!! タイムマシンはジェット式（若い頃のアダム、若い頃のルー）
- 風の王国と魔女（トップハット）
- カンフー・ラビット
- 三銃士/王妃の首飾りとダ・ヴィンチの飛行船（ジャック）
- シャークトパスVS狼鯨
- シャドーホース（ライカル・ブッフェルト大佐）
- すてきな片想い（ジーク）
- デス・ライブ（DJ〈チャンドラー・リッグス〉）
- ドラゴン・オブ・ナチス
- ネバー・バックダウン2（マックス）
- バトルスティール（ジャック）
- ハリー・ポッターと死の秘宝 PART2（グリンゴッツ・ガード）
- マッド・ウォーリアーズ 頂上決戦
- ラスト・ソング（ウェイター）

#### テレビドラマ
- ALCATRAZ/アルカトラズ（ケアリー、ヤノウスキー）
- WITHOUT A TRACE/FBI 失踪者を追え!（15歳のアラン）
- ウェイバリー通りのウィザードたち（ジョージ）
- ヴェロニカ・マーズ（トラヴィス、ブレット）
- ALMOST HUMAN/オールモスト・ヒューマン（M3）
- ゴースト 〜天国からのささやき（ノア）
- ザ・パシフィック（隊員）
- シェキラ!（コール）
- シークレット・サークル（カイル）
- 新ビバリーヒルズ青春白書（チャーリー）
- デスパレートな妻たち（バンドマン）
- テラノバ/Terra Nova（ダナム）
- バトルスター・ギャラクティカ（ショーン）
- 僕の彼女は九尾狐（ビョンス〈キム・ホチャン〉）
- ミディアム5 霊能者アリソン・デュボア～（カメラマン）
- メンタリストの捜査ファイル（ジェフ）
- ライ・トゥ・ミー 嘘は真実を語る（ドノバン）
- レバレッジ 〜詐欺師たちの流儀

#### テレビ番組
- アメリカお宝鑑定団ポーンスターズ（マイケル、イアン 他）
- 眠ったお宝探し隊 アメリカン・ピッカーズ

#### アニメ
- アーサー・クリスマスの大冒険（妖精）
- 風の王国と魔女（トップハット）
- ニルスのふしぎな旅
- リトルモンスター2
- ワクフ

### モーションコミック
- ブレイブ フロンティア 第一話「二つの邂逅」（2017年、エドモン[20]）

### ナレーション
- 駅メモ!TVCM 学生編
- 体幹トレーニング：運動不足解消編
- TBSエン活（舞台カツ夫、アートカツ矢）
- 眼鏡市場

### 絵本、玩具
- しまじろうのあいさつ道場（師範）
- しゅっぱ〜つ!プラレール
- トミカ ピカピカ プップー!
- のりもの のろう!トミカ
- はしるぞ!トミカ
- びゅんびゅんいくぞ!そらの乗り物
- ほんものの駅メロがながれる!マイクでなりきりでんしゃえほん

### モデル、その他
- ルミネスト ファイナリスト
- ACSユニオンライブ Vol.1〜First Stage〜
- 逃走中

### ミュージカル、舞台、朗読
- 獅子王伝説（カリム）
- Tri-dia〜トライディア〜第1回朗読公演　「徒然チルドレン」（菅原、香取、山根、赤木、湯川）
- Tri-dia〜トライディア〜第2回朗読公演　発狂するエラー「鈴木さん」（田中、春村）